# Antonio Menéndez de la Peña
Antonio Menéndez de la Peña (30 de marzo de 1845 - 17 de octubre de 1912) fue un pedagogo mexicano, de origen cubano, nacido en San Juan de los Remedios. Exiliado de su país en 1869 con motivo del movimiento independentista cubano iniciado por Carlos Manuel Céspedes. Llegó a Yucatán en la goleta Isabelita con varios familiares, entre ellos su joven esposa, Ángela González y su hermano, el polígrafo Rodolfo Menéndez de la Peña, para dedicar su vida a la instrucción del pueblo yucateco, particularmente del pueblo maya. Nunca regresó a su patria de origen, obteniendo la nacionalidad mexicana en 1872. Murió en Izamal, Yucatán.

## Salida de Cuba
Al igual que su hermano, se vio acosado por el gobierno cubano (entonces colonia española) al detectarse en los hermanos y en una parte de la familia Menéndez de la Peña, intenciones libertarias y actitudes de apoyo al movimiento independentista cubano que había sido declarado en octubre de 1868 por Carlos Manuel de Céspedes y que más tarde sería liderado por José Martí en el último tercio del siglo XIX. Al ver comprometida su integridad personal y la de su esposa (contrajo nupcias la víspera de su embarque), decidió emigrar hacia Yucatán junto con un grupo de familiares, desembarcando en el puerto de Sisal (Yucatán), el 12 de mayo de 1869.

## Datos biográficos

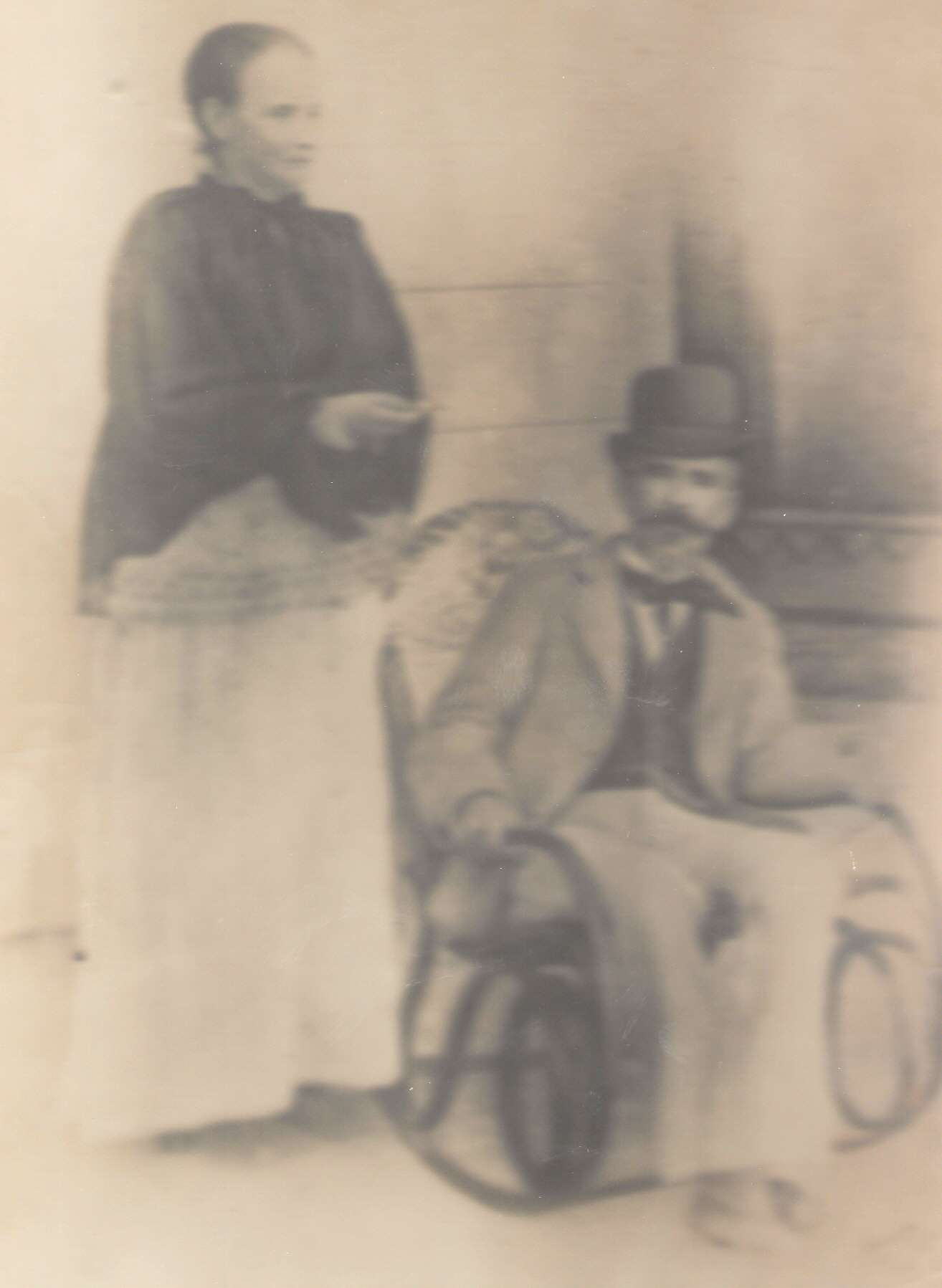
Doña Ángela González Benítez con su esposo Don Antonio Menéndez de la Peña (1897) en Izamal, Yucatán

Prestó importantes servicios de instrucción pública en las poblaciones de Tixkokob, Valladolid,  Progreso y en Izamal donde finalmente se estableció con su familia, lugar en el que desempeñó por muchos años el cargo de secretario del Ayuntamiento y en el que finalmente falleció.
También estuvo a cargo de la jefatura de la oficina de correos de Progreso y de la jefatura política en la misma población costera. En Izamal hizo construir el teatro Justo Sierra inaugurado en 1888 que sería el marco para los eventos culturales de la población.
Al igual que su esposa, inseparable compañera y maestra también, se desempeñó dentro del magisterio durante toda su vida y fue profesor de innumerables generaciones de yucatecos y particularmente de izamalaños. Juntos fundaron la escuela para niñas y niños mayas de Izamal, que fue un valioso instrumento de integración social en la época en que Yucatán se debatía en la cruenta guerra de castas que había empezado en 1847 y que no vería su fin sino hasta iniciado el siglo XX.
Ejerció una gran influencia en su medio y, junto con su hermano  Rodolfo, fue tronco de una familia -verdadera dinastía- muy conocida en la esfera intelectual de Yucatán. La aportación de sus integrantes, descendientes de tal tronco fraternal, ha sido en efecto significativa en México en el campo de las letras, la pedagogía y el periodismo. Destacan entre ellos su hijo el periodista Carlos R. Menéndez González, fundador del hoy Diario de Yucatán y sus nietos, también periodistas, Abel Menéndez Romero, Mario Menéndez Romero, Gabriel Menéndez Reyes y Miguel Ángel Menéndez Reyes, quien además fue premio nacional de literatura de su país en 1940 por su novela ’’Nayar. Antonio Menéndez De la Peña falleció en Izamal, Yucatán, el 17 de octubre de 1912 según la nota fúnebre de la Revista de Yucatán periódico que a la sazón dirigía su hijo mayor, Carlos R. Menéndez.

## Reconocimientos
La biblioteca pública municipal de Izamal lleva su nombre en reconocimiento a su aportación a la cultura de la ciudad y de Yucatán.